# Distrito Escolar de Blue Valley
El Distrito Escolar de Blue Valley (Blue Valley School District) es un distrito escolar de Kansas. Tiene su sede en Overland Park. El distrito, con una superficie de 91 millas cuadradas en el Condado de Johnson, gestiona 35 escuelas, incluyendo 21 escuelas primarias, nueve escuelas medias, y cinco escuelas preparatorias. El distrito tiene más de 20.000 estudiantes.